# 영동 영국사 승탑
영동 영국사 승탑(永同 寧國寺 僧塔)은 충북 영동군 영국사에 있는, 고려시대의 승탑이다. 1971년 7월 7일 대한민국의 보물 제532호로 지정되었다.

## 개요
영국사는 통일신라 후기에 창건된 것으로 추정되며 고려 명종 때인 12세기에 원각국사에 의해 중창이 있었던 것으로 추정된다. 고려 고종 때 안종필이 임금의 명을 받아 탑과 승탑, 그리고 금당을 새로 지었다. 절 이름을 국청사(國淸寺)라 하였다가 후에 다시 공민왕에 의해 영국사로 불리게 되었다.
승탑은 영국사 안에서 남쪽으로 약 200m 떨어진 언덕 위에 위치하고 있다. 기단부·탑신부·머리장식부로 나뉘며 전체적으로 8각의 모습을 이루고 있다.
기단의 아래받침돌은 바닥돌과 한 돌이고 가운데받침돌은 8각의 면마다 무늬를 조각하여 넣었다. 윗받침돌 옆면에는 한 겹의 연꽃잎을 위아래로 장식하였다. 탑신에는 한 면에 직사각형의 문짝을 새기고 그 안에 자물쇠 모양을 돋을새김하였다. 지붕돌의 각 면에는 기왓골을 본떠 새겼는데 처마의 곡선과 잘 어울려서 경쾌한 인상을 준다. 머리장식으로는 복발(覆鉢)과 보주(寶珠)가 남아있다.
이 승탑이 세워진 연도는 절 안의 원각국사비와 연관지어볼 때 고려 명종 10년(1180)에 만들어진 것으로 보인다.

## 같이 보기
- 영동 영국사 원각국사비 - 보물 제534호

## 참고 자료
- 영동 영국사 승탑 - 국가유산청 국가유산포털